# Uman
Uman – miasto w Sfederowanych Stanach Mikronezji; w stanie Chuuk; 3 100 mieszkańców (2006). Przemysł spożywczy, ośrodek turystyczny.